# Franziska Rosenlöcher
Franziska Rosenlöcher (geb. 1978 in Bautzen) ist eine deutsche Hebamme, Psychologin und Hochschullehrerin. Sie ist Professorin für Hebammenwissenschaft an der Brandenburgischen Technischen Universität und war bis 2023 Präsidentin der Deutschen Gesellschaft für Hebammenwissenschaft.

## Leben und Wirken
Franziska Rosenlöcher absolvierte ab 1997 eine Berufsausbildung zur Hebamme, die sie im Jahr 2000 mit einem Staatsexamen abschloss. Bis 2001 war sie im Campus Virchow-Klinikum an der Berliner Charité tätig, dann machte sie sich als freiberufliche Hebamme selbstständig. Von 2001 bis 2006 studierte Rosenlöcher Psychologie an der Technischen Universität Dresden. In ihrer Diplomarbeit untersuchte sie den Einfluss pränataler Stressfaktoren auf Gesundheit und Psychopathologie. Von 2007 bis 2012 war Rosenlöcher Doktorandin an der Professur für Biopsychologie an der TU Dresden. Dort arbeitete sie an einem Projekt zur Untersuchung des Einflusses pränataler Glucocorticoid-Behandlung auf die Entwicklung von Neugeborenen, das durch die Deutsche Forschungsgemeinschaft gefördert wurde. Im Jahr 2015 promovierte Rosenlöcher an der TU Dresden. Ihre Dissertation trug den Titel „Auswirkungen von synthetischen Glucocorticoiden und pränatalem Stress auf die Entwicklung in der Kindheit“.
Von 2013 bis 2020 war Rosenlöcher als Fachlehrerin für Geburtshilfe an der Carus Akademie am Universitätsklinikum Carl Gustav Carus Dresden tätig. Ab 2017 leitete sie dort zudem die Fachrichtung Geburtshilfe. Im Jahr 2016 übernahm Rosenlöcher die wissenschaftliche Leitung des neu eingerichteten Studienganges Hebammenkunde an der Dresden International University. Im September 2020 wurde sie Gastprofessorin an der Brandenburgischen Technischen Universität in Cottbus-Senftenberg. Seit dem Wintersemester 2021 leitet Rosenlöcher dort den neu eingerichteten staatlichen Studiengang für Hebammen, der vom Ministerium für Gesundheit und Soziales des Landes Brandenburg mit mehr als zwei Millionen Euro jährlich unterstützt wird. Hier hat sie seit Mai 2022 die Professur für Hebammenwissenschaft inne. Im April 2025 absolvierten dreizehn Hebammen den ersten Bachelor-Studiengang unter ihrer Leitung erfolgreich.
Rosenlöcher engagiert sich ehrenamtlich im Deutschen Hebammenverband und in der Deutschen Gesellschaft für Hebammenwissenschaften (DGHWi) Im Februar 2022 wurde sie zur Präsidentin der DGHWi gewählt.

## Publikationen
- mit Florian Schimböck und Antje Börngen: Praxiseinsatz Hebammenstudium. Tätigkeitsnacheis und Protokolle für Praxiseinsätze gemäß HebG und HebStPrV, Kohlhammer Verlag, Stuttgart 2022, ISBN 978-3-17-041318-4
- Auswirkungen von synthetischen Glucocorticoiden und pränatalem Stress auf die Entwicklung in der Kindheit. Dissertation. Technische Universität Dresden, 2015.

Als Beitragende:
- mit Florian Schimböck: Kapitel Interprofessionelle Kompetenzen in Gesundheitsberufen. Lerneinheit interprofessionelles Arbeiten im Kreißsaal in Andrea Kerres et al. Interprofessionelles Lernen im Gesundheitswesen. Unterricht entwickeln und gestalten, Kohlhammer Verlag, Stuttgart 2022, ISBN 978-3-17-039684-5